# Chiesa della Compagnia della Morte
La Chiesa della Compagnia della Morte o Chiesa della Compagnia dell'Orazione e della Buona Morte è una chiesa di Perugia. La chiesa si trova nel centro di Perugia, in piazza Piccinino (numero 3), a pochi passi dalla cattedrale, nel rione di Porta Sole. 

## Storia
La Compagnia della buona morte, sorse nel 1570 per dare degna sepoltura ai morti indigenti, e ai corpi rinvenuti nelle strade pubbliche,  promosse la costruzione della chiesa a partire dal 1575.  I lavori, eseguiti da Bino Sozi su progetto di Vincenzo Danti, si protrassero fin oltre il 1600.
Un restauro della Chiesa della Compagnia della Buona Morte è eseguito nel 2005.

## Descrizione
La struttura architettonica è a croce greca,  con una cupola sovrapposta ad un alto tiburio.  Il portale di gusto manierista risale al 1606. Il legato pontificio, il cardinale Bonifacio Bevilacqua (che era entrato nella confraternita nel 1601), commissionò l'imponente portale (1604) e viene ricordato nell'iscrizione soprastante.  Le armi qui sono quelle di papa Clemente VIII, del cardinale Bevilacqua e del vice legato Alessandro Maggi, con il grifone di Perugia sotto l'iscrizione.è sormontato da una trabeazione che ricorda la decorazione dorica dell’ l’Arco Etrusco:  un fregio composto da metope con scudi rotondi i clipei  e triglifi.
L'interno ha una pianta quadrata con una tribuna rettangolare e due cappelle laterali rettangolari.  Sopra l'ingresso c'è un coro balaustrato.  L'organo (1897) fu costruito da Nicolò e Francesco Morettini. Ristrutturato nel XVIII secolo conserva tele e stucchi di Francesco Busti, Cristoforo Gasperi e Anton Maria Garbi (XVIII sec.).Sull'altare maggiore è una tela di Vincenzo Pellegrini raffigurante la Madonna che intercede per le anime del Purgatorio (1612) inserita entro una cornice architettonica intagliata e dorata.